# Keude Nibong
Keude Nibong is een bestuurslaag in het regentschap Aceh Utara van de provincie Atjeh, Indonesië. Keude Nibong telt 163 inwoners (volkstelling 2010).